# Diedrich Bader
Karl Diedrich Bader (n. 24 decembrie 1966, Alexandria, Virginia, SUA) este un actor și comic american. A apărut în seriale de comedie precum The Drew Carey Show⁠(d), American Housewife⁠(d), Outsourced⁠(d), Lucruri mai bune⁠(d) și Vicepreședinta. Este cunoscut pentru rolurile din filmele Mitocanii în Beverly Hills⁠(d), Rutina, bat-o vina!⁠(d), Vacanță în Europa⁠(d) și Napoleon Dynamite. Bader este și actor de voce, interpretând personaje precum Hoss Delgado în Negrele aventuri ale lui Billy și Mandy, Zeta în The Zeta Project⁠(d), Tank în filmul Cu toții la surf și Bruce Wayne / Batman în mai multe seriale și filme animate, începând din 2008 cu Batman: Neînfricat și cutezător.

## Biografie
Karl Diedrich Bader s-a născut în Alexandria, Virginia, în 1966 în Ajunul Crăciunului, fiul lui Gretta Bader⁠(d) (născută Margaret Marie Lange; 1931–2014), sculptor, și al lui William B. Bader⁠(d) (1931–2016), director de fundație și activist politic. Străbunicul său pe linie paternă a fost Edward L. Bader⁠(d),  primar al Atlantic City, New Jersey⁠(d).
Când Bader avea doi ani, familia sa s-a mutat la Paris, dar s-a întors în Statele Unite pentru a urma liceul Groveton⁠(d). A absolvit liceul TC Williams⁠(d) din Alexandria, Virginia și a urmat o facultate la Școala de arte din cadrul Universității din Carolina de Nord⁠(d).

## Cariera
După câteva roluri în seriale de televiziune populare precum Prințul din Bel-Air, Star Trek: Generația următoare, Capcana timpului, Diagnostic: Crimă!⁠(d) și Cheers, primul rol important al lui Bader a fost în serialul Danger Theatre⁠(d) din 1993. A apărut pentru prima dată în film în Mitocanii în Beverly Hills din 1993, dar a revenit la televiziune cu rolul lui Oswald în The Drew Carey Show în 1995. A obținut un rol în Rutina, bat-o vina! (1999), interpretându-l pe Lawrence, vecinul lui Peter, iar apoi în Napoleon Dynamite (2004) în rolul lui Rex, proprietarul unui dojang⁠(d) de Taekwondo. A interpretat un hoț în filmul Vacanță în Europa (2004). În 2010, Bader a apărut în serialul Outsourced.
În calitate de actor de voce⁠(d), a realizat dublajul a numeroase personaje din filme animate, seriale de televiziune și jocuri video: Epoca de gheață, Familia Simpsons, Buzz Lightyear of Star Command⁠(d), Negrele aventuri ale lui Billy și Mandy, South Park și Pinguinii din Madagascar. În 2012, și-a reluat rolul lui Rex în serialul animat Napoleon Dynamite⁠(d). L-a interpretat pe cosmonautul rus Yuri în filmul Disney Amici în spațiu⁠(d). Bader a realizat dublajul unor personaje din desene animate cu Batman: Batman din viitor, The Zeta Project, The Batman și l-a interpretat pe Bruce Wayne / Batman în Batman: Neînfricat și cutezător și Harley Quinn⁠(d). Bader apare și în rolul lui Guy Gardner⁠(d) în Green Lantern: The Animated Series.
Printre alte roluri de voce se numără JLA Adventures: Trapped in Time⁠(d), Judah Mannowdog în Bojack Horseman, androidul Zeta în The Zeta Project și fantoma Fiskerton în Secretele familiei Saturday .
În 2016, Bader a jucat în serialul „It’s the Obvious Choice” și în rolul lui Greg Otto în sitcomul ABC American Housewife din 2016 până în 2021. Din 2014 până în 2019, Bader a avut un rol episodic în sitcomul HBO Veep. Din 2016, Bader a obținut un rol în serialul Lucruri mai bune⁠(d).

## Viața personală
Bader este căsătorit cu actrița Dulcy Rogers din 1997. Cei doi au împreună doi copii, Ondine și Sebastian.

## Filmografie
| An   | Titlu                                   | Rol                                    | Note                |
| ---- | --------------------------------------- | -------------------------------------- | ------------------- |
| 1988 | Longarm                                 | Randy                                  | Film de televiziune |
| 1988 | Desert Rats                             | Mort                                   | Film de televiziune |
| 1989 | The Preppie Murder                      | Peter                                  | Film de televiziune |
| 1990 | Arduous Man                             |                                        | Scurtmetraj         |
| 1993 | The Beverly Hillbillies                 | Jethro Bodine / Jethrine Bodine        |                     |
| 1994 | Teresa's Tattoo                         | Higgins                                |                     |
| 1996 | The Assassination File                  | Scott McDonough                        | Film de televiziune |
| 1999 | Office Space                            | Lawrence                               |                     |
| 2000 | Certain Guys                            | Ronald                                 |                     |
| 2000 | Couple Days... A Period Piece           | Josh                                   |                     |
| 2001 | Jay and Silent Bob Strike Back          | Miramax Security Guard Gordon          |                     |
| 2002 | The Country Bears                       | Officer Cheets, Ted Bedderhead (voice) |                     |
| 2003 | Evil Alien Conquerors                   | My-ik                                  |                     |
| 2004 | Napoleon Dynamite                       | Rex                                    |                     |
| 2004 | EuroTrip                                | Mugger                                 |                     |
| 2004 | Dead & Breakfast                        | Chef Henri                             |                     |
| 2005 | Untitled Oakley & Weinstein Project     | Lt. Peter Fontaine                     | Film de televiziune |
| 2005 | Miss Congeniality 2: Armed and Fabulous | Joel                                   |                     |
| 2006 | Cattle Call                             | Glenn Dale                             |                     |
| 2007 | Cook Off!                               | Del Crawford                           |                     |
| 2007 | Sunny & Share Love You                  | Mr. Jami                               |                     |
| 2007 | Balls of Fury                           | Randy Daytona's Concubine Companion    |                     |
| 2008 | Skip Tracer                             | Parker Tuffey                          | Film de televiziune |
| 2008 | Meet the Spartans                       | Traitoro                               |                     |
| 2009 | Space Buddies                           | Yuri                                   | Direct-to-video     |
| 2009 | Calvin Marshall                         | Fred Deerfield                         |                     |
| 2010 | Vampires Suck                           | Frank Crane                            |                     |
| 2012 | Atlas Shrugged: Part II                 | Quentin Daniels                        |                     |
| 2012 | Sassy Pants                             | Dale Pinto                             |                     |
| 2013 | Playdate                                | Mitchell                               | Direct-to-video     |
| 2013 | The Starving Games                      | President Snowballs                    |                     |
| 2013 | I Know That Voice                       | Himself                                | Documentar          |
| 2014 | Muffin Top: A Love Story                | Michael Nicholson                      |                     |
| 2015 | All She Wishes                          | Patrick O'Dea                          |                     |
| 2019 | Jay and Silent Bob Reboot               | Relentless Security Guard              | Rol cameo           |

| An           | Titlu                          | Rol                          | Note                                                         |
| ------------ | ------------------------------ | ---------------------------- | ------------------------------------------------------------ |
| 1989         | Star Trek: The Next Generation | Tactical Crewman             | Episodul: "The Emissary" (Sub numele "Dietrich Bader")       |
| 1989         | Living Dolls                   |                              | Episodul: "Martha Means Well"                                |
| 1990–1991    | Cheers                         | Waiter, Paul                 | 2 episoade (Credited as "Dietrich Bader")                    |
| 1990         | 21 Jump Street                 | Paul Edward Novack           | Episodul: "Last Chance High"                                 |
| 1990         | Quantum Leap                   | Dillon                       | Episodul: "Rebel Without a Clue"                             |
| 1991         | The Fresh Prince of Bel-Air    | Frank Schaeffer              | 2 episoade (Credited as "Dietrich Bader")                    |
| 1993         | Danger Theatre                 | The Searcher                 | 7 episoade                                                   |
| 1995         | Diagnosis Murder               | Lincoln Cutter               | Episodul: "The New Healers"                                  |
| 1995         | Frasier                        | Roz's date, Brad             | Episodul: "The Innkeepers"                                   |
| 1995–2004    | The Drew Carey Show            | Oswald Lee Harvey            | 233 de episoade                                              |
| 2004–2005    | Center of the Universe         | Tommy Barnett                | 12 episoade                                                  |
| 2007         | 7th Heaven                     | Theodore Alan "Al" Bonaducci | Episodul: "Nothing Says Lovin' Like Something from the Oven" |
| 2007         | Monk                           | Chance Singer                | Episodul: "Mr. Monk and the Naked Man"                       |
| 2007         | Curb Your Enthusiasm           | Simon                        | Episodul: "The TiVo Guy"                                     |
| 2008         | Reno 911!                      | Tommy Hawk                   | Episodul: "Bounty Hunter Tommy Hawk"                         |
| 2008         | CSI: Crime Scene Investigation | Bud Parker                   | Episodul: "Two And a Half Deaths"                            |
| 2009         | Drop Dead Diva                 | Wallace Haft                 | Episodul: "The Chinese Wall"                                 |
| 2009         | CSI: Miami                     | Myles Martini                | Episodul: "Dead on Arrival"                                  |
| 2009–2010    | Bones                          | Andrew Hacker                | 3 episoade                                                   |
| 2010         | Medium                         | Fred Rovick                  | Episodul: "Will the Real Fred Rovick Please Stand Up?"       |
| 2010         | Chuck                          | Del                          | Episodul: "Chuck Versus the Beard"                           |
| 2010–2011    | Outsourced                     | Charlie Davies               | 22 de episoade                                               |
| 2011         | Psych                          | Eli                          | Episodul: "The Tao of Gus"                                   |
| 2012         | NTSF:SD:SUV                    | Riddle Terrorist             | Episodul: "Sabbath-tage"                                     |
| 2012–2013    | The Exes                       | Paul                         | 4 episoade                                                   |
| 2013         | Save Me                        | Elliot Tompkins              | 7 episoade                                                   |
| 2013         | Arrested Development           | Gunner                       | Episodul: "Off the Hook"                                     |
| 2013         | Baby Daddy                     | Winston Douglas              | Episodul: "Never Ben in Love"                                |
| 2013         | Raising Hope                   | Gary                         | Episodul: "Murder, She Hoped"                                |
| 2014         | Two and a Half Men             | Dirk                         | Episodul: "Dial 1-900-Mix-A-Lot"                             |
| 2014–2019    | Veep                           | Bill Ericsson                | 21 de episoade                                               |
| 2016–2021    | American Housewife             | Greg Otto                    | 96 de episoade                                               |
| 2016–present | Better Things                  | Rich                         | 12 episoade                                                  |
| 2017         | Bill Nye Saves the World       | Smallpox                     | Episodul: "Do Some Shots, Save the World"                    |
| 2017         | Playing House                  | Simon                        | Episodul: "Reverse the Curse"                                |
| 2020         | Space Force                    | General Rongley              | 3 episoade                                                   |
| 2021         | Scooby-Doo, Where Are You Now! | Batman                       | Episod special                                               |

| An   | Titlu                                                          | Rol                                                     | Note                |
| ---- | -------------------------------------------------------------- | ------------------------------------------------------- | ------------------- |
| 1999 | Bartok the Magnificent                                         | Vol                                                     | Direct-to-video     |
| 2000 | Buzz Lightyear of Star Command: The Adventure Begins           | Warp Darkmatter / Agent Z                               | Direct-to-video     |
| 2001 | Recess: School's Out                                           | Guard #2                                                |                     |
| 2002 | Ice Age                                                        | Oscar                                                   |                     |
| 2005 | Kim Possible Movie: So the Drama                               | Lars                                                    | Film de televiziune |
| 2005 | Dinotopia: Quest for the Ruby Sunstone                         | John                                                    |                     |
| 2006 | Holly Hobbie and Friends: Surprise Party                       | Uncle Dave Beech                                        | Video short         |
| 2006 | Asterix and the Vikings                                        |                                                         |                     |
| 2006 | Holly Hobbie and Friends: Christmas Wishes                     | Uncle Dave Beech                                        | Scurtmetraj         |
| 2007 | Surf's Up                                                      | Tank "The Shredder" Evans                               |                     |
| 2007 | Holly Hobbie and Friends: Best Friends Forever                 | Uncle Dave Beech                                        | Scurtmetraj         |
| 2008 | Open Season 2                                                  | Rufus                                                   | Direct-to-video     |
| 2008 | Underfist: Halloween Bash                                      | Hoss Delgado                                            | Film de televiziune |
| 2008 | Bolt                                                           | Veteran Cat                                             |                     |
| 2010 | The Search for Santa Paws                                      | Comet                                                   | Direct-to-video     |
| 2011 | Spooky Buddies                                                 | Hound                                                   | Direct-to-video     |
| 2012 | Santa Paws 2: The Santa Pups                                   | Comet                                                   | Direct-to-video     |
| 2012 | Scooby-Doo! Mask of the Blue Falcon                            | Brad Adams / Blue Falcon II                             | Direct-to-video     |
| 2013 | Superman: Unbound                                              | Steve Lombard                                           | Direct-to-video     |
| 2014 | JLA Adventures: Trapped in Time                                | Bruce Wayne / Batman                                    | Direct-to-video     |
| 2014 | Scooby-Doo! Frankencreepy                                      | Mrs. Vanders                                            | Direct-to-video     |
| 2015 | Lego DC Comics Super Heroes: Justice League vs. Bizarro League | Guy Gardner / Green Lantern, Gardner Grant / Greenzarro | Direct-to-video     |
| 2015 | Scooby-Doo! Moon Monster Madness                               | H.A.M.                                                  | Direct-to-video     |
| 2016 | Pup Star                                                       | Kano                                                    | Direct-to-video     |
| 2017 | Surf's Up 2: WaveMania                                         | Tank "The Shredder" Evans                               | Direct-to-video     |
| 2017 | Tangled: Before Ever After                                     | Stan the Guard                                          | Film de televiziune |
| 2017 | Pup Star: Better2Getter                                        | Kano                                                    | Direct-to-video     |
| 2018 | Scooby-Doo! & Batman: The Brave and the Bold                   | Bruce Wayne / Batman                                    | Direct-to-video     |
| 2018 | Duck Duck Goose                                                | Bing                                                    |                     |
| 2018 | Puppy Star Christmas                                           | Kano                                                    | Direct-to-video     |
| 2020 | Superman: Red Son                                              | Lex Luthor                                              | Direct-to-video     |
| 2020 | Phineas and Ferb the Movie: Candace Against the Universe       | Borthos                                                 |                     |